# Коцельовце
Коцельовце (словац. Koceľovce) — село в окрузі Рожнява Кошицького краю Словаччини, історична область Гемера. Площа села 6,96 км². Станом на 31 грудня 2016 року в селі проживало 243 жителі.

## Історія
Перші згадки про село датуються 1243 роком.

## Населення
| Рік:            | 1994. | 2004.   | 2014.   | 2024.   |
| --------------- | ----- | ------- | ------- | ------- |
| Кількість осіб: | 256   | 254     | 250     | 218     |
| Різниця:        |       | -0,78 % | -1,57 % | -12,8 % |

| Рік:            | 2023. | 2024.   |
| --------------- | ----- | ------- |
| Кількість осіб: | 215   | 218     |
| Різниця:        |       | +1,39 % |